# Cathexis
Cathexis is een kevergeslacht uit de familie van de boktorren (Cerambycidae). De wetenschappelijke naam van het geslacht werd voor het eerst geldig gepubliceerd in 1860 door Thomson.

## Soorten
Cathexis omvat de volgende soorten:
- Cathexis longimana (Pascoe, 1859)
- Cathexis vitticollis Zajciw, 1967